# Cessenon-sur-Orb
Cessenon-sur-Orb település Franciaországban, Hérault megyében. Lakosainak száma 2390 fő (2022. január 1.). Cessenon-sur-Orb Berlou, Causses-et-Veyran, Cazedarnes, Cazouls-lès-Béziers, Murviel-lès-Béziers, Prades-sur-Vernazobre és Roquebrun községekkel határos.

## Népesség
A település népességének változása:
| Lakosok száma | 2025 | 1680 | 1602 | 1952 | 2160 | 2240 | 2284 | 2336 | 2358 | 2390 |
|               | 1968 | 1982 | 1990 | 2006 | 2013 | 2015 | 2017 | 2019 | 2020 | 2022 |